# El Crucero (Santa Eulalia)
El Crucero (oficialmente en asturiano: El Cruceru) es una localidad dentro de la parroquia tinetense de Santa Eulalia, a 2 kilómetros de Tineo, capital del concejo. 

## Población
Con sus 166 habitantes repartidos en 72 viviendas, es la localidad más poblada de la parroquia de Santa Eulalia y la cuarta del concejo de Tineo. 

## Localización
El Crucero se encuentra a 640 metros de altitud, y su nombre se debe a que es un importante cruce de carreteras. En el pueblo se unen la comarcal AS-216, entre Tineo y La Espina, con la local de 1.º orden AS-349, que conduce a El Rodical.  

## Actividades
El Crucero se encuentra a medio kilómetro de la capital parroquial Santa Eulalia y a 1 kilómetro del polígono industrial de La Curiscada, uno de los principales motores económicos de la zona junto con las actividades del sector primario. El pueblo cuenta además con 3 restaurantes y un supermercado. 